# 朱平樻
蜀王朱平樻（1626後—1662年），明朝第十四代蜀王，他是蜀愍王朱至澍嫡第二子。隆武元年（1645年）十二月獲隆武帝封為蜀王。永曆十六年（1662年）南明滅亡時隨永曆帝被俘中途自殺。明蜀國滅亡。

## 流行作品
其經歷被改編成網路小說《长生从末代蜀王开始》。